# Di-ethyleenglycoldiglycidylether
Di-ethyleenglycoldiglycidylether is een organische verbinding met als brutoformule C10H18O5. Het is een irriterende en brandbare vloeistof. Er is niets bekend over het kookpunt, het smeltpunt, de relatieve dichtheid, de oplosbaarheid in water, de dampdruk, het vlampunt, de ontploffingsgrenzen en de zelfontbrandingstemperatuur.

## Toxicologie en veiligheid
De stof kan waarschijnlijk ontplofbare peroxiden vormen en reageert met sterk oxiderende stoffen.